# (2994) Flynn
(2994) Flynn est un astéroïde de la ceinture principale.

## Description
(2994) Flynn est un astéroïde de la ceinture principale. Il fut découvert le 14 août 1975 à Bickley par l'observatoire de Perth. Il présente une orbite caractérisée par un demi-grand axe de 2,42 UA, une excentricité de 0,23 et une inclinaison de 2,5° par rapport à l'écliptique.

## Compléments